# West Town Mall
Le West Town Mall est un centre commercial américain situé à Knoxville, dans le Tennessee. Propriété de Simon Property Group, il a ouvert en août 1972